# Vladimir Krasnov
Vladimir Aleksandrovitsj Krasnov (Russisch: Владимир Александрович Краснов) (Bratsk, 19 augustus 1990) is een Russische sprinter, die gespecialiseerd is in de 400 m. Hij nam eenmaal deel aan de Olympische Spelen en won bij die gelegenheid geen medailles.

## Biografie
Op de Europese kampioenschappen in 2010 liep Krasnov in de finale van 400 m naar een vierde plaats. Enkele dagen later liep hij samen met Maksim Dyldin, Alexey Aksenov en Pavel Trenikhin naar een gouden medaille op de 4 × 400 m estafette.
Twee jaar later maakte Krasnov op de Olympische Spelen van 2012 in Londen opnieuw deel uit van het Russische team, dat in de kwalificatieronde een tijd van 3.02,01 liep, genoeg voor een plek in de finale. Hierin werd met 3.00,09 sneller gelopen en finishte het team op een vijfde plaats.
In 2013 liep Krasnov tijdens de wereldkampioenschappen in zijn vaderland Rusland net de halve finales mis op de 400 m. Hij werd in totaal 25e in de series, waarin 24 personen zich kwalificeerden voor de halve finale. Op de 4 × 400 meter estafette was Krasnov succesvoller: het Russische team eindigde als derde in de finale in een tijd van 2.59,90.

## Titels
- Europees kampioen 4 × 400 m – 2010
- Universitair kampioen 400 m - 2013
- Universitair kampioen 4 × 400 m - 2013
- Russisch kampioen 400 m – 2010

## Persoonlijke records
Outdoor
| Afstand | Prestatie | Datum        | Plaats |
| ------- | --------- | ------------ | ------ |
| 400 m   | 45,12 s   | 11 juni 2010 | Yerino |

Indoor
| Afstand | Prestatie | Datum           | Plaats  |
| ------- | --------- | --------------- | ------- |
| 400 m   | 46,86 s   | 3 maart 2012    | Saransk |
| 600 m   | 1.18,01   | 5 februari 2012 | Moskou  |

## Palmares

### 400 m
- 2007:  EK junioren B – 47,03 s
- 2008: 5e in ½ fin. WK junioren - 47,38 s
- 2009: 3e in serie EK indoor - 47,31 s
- 2010:  EK team - 45,74 s
- 2010: 4e EK – 45,24 s
- 2011: 5e in serie EK indoor - 48,10 s
- 2013:  Universiade - 45,49 s
- 2013: 5e in serie WK - 46,23 s

### 4 × 400 m
- 2010:   EK – 3.02,14
- 2010:  EK team - 3.01,72
- 2012: 5e OS - 3.00,09
- 2013:  Universiade - 3.03,70
- 2013:  WK - 2.59,90